# William Ridgeway
William Ridgeway, född den 6 augusti 1853 på Irland, död den 12 augusti 1926, var en engelsk klassisk filolog och arkeolog.
Ridgeway var professor i grekiska i Cork 1882-94 och i arkeologi i Cambridge sedan 1892, ordförande i Royal Anthropological Society 1908-10. Ridgeway utvecklade en betydande författarverksamhet och han deltog i många år, trots att han var blind, ivrigt i det vetenskapliga livet i Cambridge. År 1919 fick han adlad.
Bland hans arbeten märks Origin of metallic currency and weight standards (1892), The early age of Greece (1901), The origin and influence of the thorough bred horse (1905), Homeric land system. Who were the romans? (1907), The oldest irish epic (samma år), The differentiation of the chief species of zebras (1909), The origin of tragedy (1910), Minos the Destroyer (samma år) och The dramas and dramatic dances of non-european races (1915).